# Дікан (Казигуртський район)
Діка́н (каз. Диқан) — село у складі Казигуртського району Туркестанської області Казахстану. Входить до складу Жигергенського сільського округу.
Село утворено 2010 року шляхом виділення частини села Айнатас.
Населення — 597 осіб станом на 2021 рік.